# Македонорумънски албум
„Македонорумънски албум“ (на румънски: Albumul Macedo-român, Албумул Мачедороман) е книга алманах, посветена на проблемите на арумъните, издадена в 1880 година в Букурещ от Василе Урекя със сътрудничеството на около 200 дописника (147 писатели, 20 артисти и 6 музиканти) от Румъния и чужбина. Издаден е от Обществото за македонорумънска култура и „защитава правата на румънците на Балканския полуостров“. Отпечатан е в печатница „Сочеку“. Приложението „Музика“ е отпечатано във Виена, в печатница „Йозеф Еберле“. Публикацията е посветена на арумъните и цели националната им и културна интеграция. Публикацията започва с посвещение от Урекя на митрополита и примат на Румъния Калиник Мислеску, а след това следва неговата благословия. Включва текстове на френски, италиански, испански, като и на арумънски, провансалски и други романски диалекти. Идеологическото основание на албума е латинското братство.
Сред румънските сътрудници са Думитру Братиану, Йон Крянга, Николае Денсушяну, Димитрие Густи, Петре Испиреску, Александру Мачедонски, Симеон Флоря Мариан, Вероника Микле, Александру Одобеску, Йосиф Вулкан, Ташку Илиеску, Анастасие Маринеску, Богдан Хаждеу, Мария Росети, Александру Ксенопол и други. Сред чуждестранните сътрудници са Марие Низет, Виктор Юго, Емил Льогран, поетът Франсоа Купе, философът Жул Симон, историкът Едгар Кине, провансалските поети Фредерик Мистрал, Теодор Обанел, Алфон Таван.
През 1906 година в Цариград са изпратени 500 бройки от първия Македонорумънски албум, дарение от Т. Г. Дабо, арумънин от Кюстенджа, които трябвало да бъдат раздадени като награди на учениците в края на учебната година.